# Miss France 1995
 (mai 2012).
Si vous disposez d'ouvrages ou d'articles de référence ou si vous connaissez des sites web de qualité traitant du thème abordé ici, merci de compléter l'article en donnant les références utiles à sa vérifiabilité et en les liant à la section « Notes et références ».
Miss France 1995 est la 65e élection de Miss France, qui s’est déroulée le 15 décembre 1994, à La Défense.
Mélody Vilbert, Miss Aquitaine, remporte le titre.

## Jury
- Roger Hanin, acteur
- Nathalie Marquay, Miss France 1987
- Vincent Perrault, journaliste
- Linda Hardy, Miss France 1992
- Bernard Fresson, acteur
- Ophélie Winter, chanteuse et présentatrice
- Jean-Pierre Darras, acteur et comédien
- Danièle Évenou, comédienne
- Claude-Jean Philippe, auteur
- Jean-Pierre Beltoise, coureur automobile

## Classement final
| Résultat         | Candidate                     | Région              |
| ---------------- | ----------------------------- | ------------------- |
| Miss France 1995 | Melody Vilbert                | Miss Aquitaine      |
| 1re dauphine     | Hélène Lantoine               | Miss Flandre        |
| 2e dauphine      | Corine Lauret                 | Miss Réunion        |
| 3e dauphine      | Ludmilla Canourgues           | Miss Guadeloupe     |
| 4e dauphine      | Sophie Roger                  | Miss Bourgogne      |
| Top 12           | Delphine André (5e dauphine)  | Miss Bretagne       |
| Top 12           | Sandrine Petoin (6e dauphine) | Miss Berry          |
| Top 12           | Nathalie Mathurin             | Miss Guyane         |
| Top 12           | Agnés Boudou                  | Miss Paris          |
| Top 12           | Tiphaine Coulot               | Miss Pays de Savoie |
| Top 12           | Stéphanie Kaysen              | Miss Toulouse       |

## Candidates
| Région                      | Nom                      | Élue à                  | Résidence               | Âge    |
| --------------------------- | ------------------------ | ----------------------- | ----------------------- | ------ |
| Miss Albigeois              | Carole Venien            | Carmaux                 |                         |        |
| Miss Alsace                 | Sandra Schumacher        | Marlenheim              |                         |        |
| Miss Anjou                  | Estelle Chiron           | Vern-d'Anjou            |                         |        |
| Miss Aquitaine              | Mélody Vilbert           | Martignas-sur-Jalle     | Bordeaux                | 18 ans |
| Miss Artois                 | Myriam Lalisse           | Méricourt               | Arras                   |        |
| Miss Auvergne               | Carole Manin             | Maurs                   |                         |        |
| Miss Berry                  | Sandrine Petoin          | Châteauroux             |                         | 18 ans |
| Miss Bourgogne              | Sophie Roger             | Charnay-lès-Mâcon       | Cuisery                 | 19 ans |
| Miss Bretagne               | Delphine André           | Dinan                   | Trégastel               | 19 ans |
| Miss Camargue               | Armelle Rigaud           | Vergèze                 |                         |        |
| Miss Cévennes               | Karine Saysset           | Alès                    | Millau                  |        |
| Miss Champagne-Ardenne      | Valérie Krywalski        | Épernay                 |                         |        |
| Miss Charentes              | Astrid Orioux            | Angoulins-sur-Mer       |                         |        |
| Miss Comminges              | Marjorie Leroux          | Saint-Gaudens           |                         |        |
| Miss Corse                  | Vanessa Gilormini        | Porticcio               |                         |        |
| Miss Côte d'Azur            | Magalie Farrugia         | Nice                    |                         |        |
| Miss Côte d'Opale           | Virginie Lesaffre        | Le Touquet              | Comines                 |        |
| Miss Flandre                | Hélène Lantoine          | Leffrinckoucke          | Étaples                 | 21 ans |
| Miss Franche-Comté          | Delphine Petitjean       | Morvillars              | Le Pin                  |        |
| Miss Gascogne               | Caroline Laffont         | Lectoure                |                         |        |
| Miss Guadeloupe             | Ludmilla Canourgues      | Le Gosier               | Les Abymes              | 18 ans |
| Miss Guyane                 | Nathalie Mathurin        | Cayenne                 |                         |        |
| Miss Île-de-France          | Séverine Palisseau       | Mennecy                 |                         |        |
| Miss Languedoc-Roussillon   | Cynthia Kastener         | Carnon                  |                         | 22 ans |
| Miss Limousin               | Eurydice Coussot         | Limoges                 | Limoges                 |        |
| Miss Lorraine               | Sandrine Zannoni         | Toul                    |                         |        |
| Miss Lyon                   | Marie-Caroline Berthet   | Lyon                    |                         | 19 ans |
| Miss Martinique             | Murielle-Justine Jobello | Fort-de-France          |                         |        |
| Miss Normandie              | Karine Ancel             | Saint-Pierre-lès-Elbeuf |                         |        |
| Miss Nouvelle-Loire         | Karine Fort              | Saint-Étienne           |                         |        |
| Miss Orléanais              | Isabelle Marquet         | Montargis               |                         |        |
| Miss Paris                  | Agnès Boudou             | Paris                   | Paris                   |        |
| Miss Pays d'Ain             | Sophie Grenard           | Ambérieu-en-Bugey       |                         |        |
| Miss Pays de Loire          | Roselyne Ferré           | Saint-Géréon            |                         |        |
| Miss Pays de Savoie         | Tiphaine Coulot          | Annecy                  | Les Contamines-Montjoie | 19 ans |
| Miss Pays du Velay          | Christelle Brunet-Jailly | Monistrol-sur-Loire     |                         |        |
| Miss Périgord               | Sophie Danos             | Bergerac                |                         | 18 ans |
| Miss Picardie               | Hélène Bodart            | Saint-Quentin           |                         |        |
| Miss Provence               | Sophie Archambault       | Aix-en-Provence         |                         |        |
| Miss Quercy                 | Alexandra Fouilhade      | Souillac                |                         |        |
| Miss Réunion                | Corine Lauret            | Saint-Denis             |                         |        |
| Miss Rhône-Alpes            | Angélique Correia        | Grenoble                |                         |        |
| Miss Toulouse-Midi-Pyrénées | Stéphanie Kaysen         | Toulouse                |                         | 21 ans |